# Studio
För andra betydelser, se Studio (olika betydelser).
En studio är en lokal för framställning av exempelvis musik, film, TV och radio. Det kan även avse en ateljé för konst eller i vissa fall en mindre teaterscen.
Med studio menas på franska en liten, möblerad lägenhet, ibland på ett hotell en rumsklass, där ett minikök, kokvrå med tillbehör (ibland kallat pentry) ingår.

## Olika typer av studior
- Filmstudio
- Inspelningsstudio
- Fotostudio
- TV-studio